# La Vengeance du souffre-douleur
La Vengeance du souffre-douleur (いじめるアイツが悪いのか、いじめられた僕が悪いのか？, Ijimeru Aitsu ga Warui noka, Ijimerareta Boku ga Warui noka?) est une série de manga scénarisée par Chikara Kimizuka et dessinée par Yen Hioka (ja).
L'œuvre est prépubliée du 5 juin 2020 au 17 juin 2022 par Square Enix, sur leur webzine Gangan Online, et est publiée en six volumes reliés du  12 novembre 2020 au 11 novembre 2022.
La version française est publiée par Soleil Manga dans sa collection seinen depuis le 21 septembre 2022.

## Synopsis
20 ans après ses années de collège, Yuichi Aizawa porte toujours les cicatrices infligées par ses camarades qui le harcelaient sans répit. Son bourreau le plus acharné était sans contexte Shinji Suzuki. Lors d'une réunion d'anciens élèves, Yuichi retrouve ses anciens tortionnaires et se rend compte que Shinji n'a absolument pas changé et qu'il est toujours le garçon insensible et méprisant d'autrefois. Ce que Shinji ne sait pas, c'est que Yuichi est devenu enseignant, et qu'il est le professeur principal de sa précieuse petite fille, Shiori Suzuki. Bientôt, cette dernière commence à son tour à se faire harceler par ses camarades de classe... 

## Personnages
Yuichi Aizawa (相沢裕一)
Yuichi est un professeur de lycée qui a subi de violentes brimades de la part de ses camarades lors de sa scolarité. Il en garde un profond traumatisme, et son corps est criblé de cicatrices, tristes souvenirs de cette époque. Il est le professeur principal de Shiori Suzuki, la fille de son ancien bourreau, et a une attitude ambiguë face à elle. Il clame vouloir lui porter secours lorsqu'elle est à son tour victime de brimades, mais semble en même temps fermer les yeux face aux agissements de ses tourmenteurs.
Shiori Suzuki (鈴木詩織)
La fille unique de Shinji Suzuki. Il s'agit d'une lycéenne sociable et enjouée. En conflit avec sa mère trop stricte et exigeante, elle est cependant très proche de son père. Depuis quelque temps, elle subit des brimades au lycée.
Shinji Suzuki (鈴木真司)
Il était l'initiateur des brimades subies par Yuichi Aizawa au collège, et aussi son bourreau le plus violent. Adulte, il a brillamment réussi, que ce soit au niveau professionnel, social ou familial. C'est un homme manipulateur, égocentrique et narcissique qui méprise tout le monde et est insensible aux souffrances d'autrui. Il montre également de claires tendances sadiques depuis l'enfance, et apprécie visiblement tourmenter autrui. Il semble néanmoins sincèrement attaché à sa fille Shiori. Selon son propre aveu, Shiori est la première personne pour qui il éprouve une véritable affection, et en est le premier étonné.
Hiromi Yoneda (米田裕美)
Meilleure amie de Shiori depuis l'école primaire. Influencée par Nagumo et Himekawa, elle se détourne peu à peu de Shiori et commence à participer aux brimades initiées contre cette dernière.
Ai Nagumo (南雲愛)
L'une des camarades de classe de Shiori. C'est une jeune fille sournoise et manipulatrice. Pour une raison inconnue, elle déteste cette dernière, et initiera les brimades à son encontre.
Takahashi (高橋)
Camarade de classe de Shiori. Désireuse de s'intégrer dans le groupe de Nagumo, elle participe aux brimades envers Shiori.
Himekawa (姫川)
Camarade de classe de Shiori. Amoureuse de Manaka, elle jalouse l'amitié qui lie ce dernier à Shiori. Elle participe aux brimades envers Shiori.
Manaka
Lycéen et ami de Shiori. Il est le seul qui continuera à la soutenir lorsqu'elle sera victime de brimades.
Eri Yazaki (矢崎恵理)
Professeure et collègue de travail de Yuichi Aizawa. Elle est également entraineuse de l'équipe féminine de basketball et semble attachée à Shiori, qui faisait autrefois partie de l'équipe. Elle tentera de dénoncer les brimades que subit Shiori auprès de sa hiérarchie et d'Aizawa, en vain. Elle semble obsédée par le père de Shiori.
Negishi (根岸)
Ancien élève de Yuichi Aizawa. Il a également été victime d'intimidation de la part de ses camarades lorsqu'il était dans la classe d'Aizawa. Une vidéo sur laquelle on voyait ses bourreaux le maltraiter a été envoyée anonymement sur internet et a permis de confondre ces derniers.
La mère de Shiori
De la tenue du foyer, à l'éducation de leur fille, elle se démène pour satisfaire son époux exigeant et espère ainsi trouver grâce à ses yeux et mériter son affection. C'est la raison pour laquelle elle est si exigeante envers Shiori.

## Liste des volumes
| no | Japonais         | Japonais          | Français          | Français          |
| no | Date de sortie   | ISBN              | Date de sortie    | ISBN              |
| -- | ---------------- | ----------------- | ----------------- | ----------------- |
| 1  | 12 novembre 2020 | 978-4-7575-6938-6 | 21 septembre 2022 | 978-2-302-09833-6 |
| 2  | 12 mars 2021     | 978-4-7575-7157-0 | 7 décembre 2022   | 978-2-302-09864-0 |
| 3  | 11 août 2021     | 978-4-7575-7423-6 | 8 mars 2023       | 978-2-302-09865-7 |
| 4  | 12 janvier 2022  | 978-4-7575-7683-4 |                   |                   |
| 5  | 10 juin 2022     | 978-4-7575-7964-4 |                   |                   |
| 6  | 11 novembre 2022 | 978-4-7575-8254-5 |                   |                   |

### Œuvres
Édition japonaise
La Vengeance du souffre-douleur.
1. 1 2  (ja) « いじめるアイツが悪いのか、いじめられた僕が悪いのか？ 1） », sur Square Enix (consulté le 25 septembre 2022)
2. 1 2  (ja) « いじめるアイツが悪いのか、いじめられた僕が悪いのか？ 2） », sur Square Enix (consulté le 25 septembre 2022)
3. 1 2  (ja) « いじめるアイツが悪いのか、いじめられた僕が悪いのか？ 3） », sur Square Enix (consulté le 25 septembre 2022)
4. 1 2  (ja) « いじめるアイツが悪いのか、いじめられた僕が悪いのか？ 4） », sur Square Enix (consulté le 25 septembre 2022)
5. 1 2  (ja) « いじめるアイツが悪いのか、いじめられた僕が悪いのか？ 5） », sur Square Enix (consulté le 25 septembre 2022)
6. 1 2  (ja) « いじめるアイツが悪いのか、いじめられた僕が悪いのか？ 6（完） », sur Square Enix (consulté le 26 décembre 2022)

Édition française
La Vengeance du souffre-douleur.
1. 1 2  « La Vengeance du souffre-douleur T01 », sur Soleil Manga (consulté le 25 septembre 2022)
2. 1 2  « La Vengeance du souffre-douleur T02 », sur Soleil Manga (consulté le 26 décembre 2022)
3. 1 2  « La Vengeance du souffre-douleur T03 », sur Soleil Manga (consulté le 26 décembre 2022)